# Gotländsk sommarnatt
Gotländsk sommarnatt är en melodi komponerad 1934 av kompositören och riksspelmannen Svante Pettersson från Lärbro, och med en text av Arthur Nilsson från Lau från 1946. Möjligen tidigare.
Gotländsk sommarnatt spelades in av ett flertal artister under 1960-talet. Sången röstades fram som "Tidernas schlager" 1961, och blev utsedd till "Århundradets schlager" i en lyssnaromröstning anordnad av Sveriges Radio 1968.

## Inspelningar
Sången har spelats in av bland andra:
- Lily Berglund (1960)[6]
- Sven Lilja (1960)
- Thory Bernhards (1960)
- Åke Söhr (1960)
- Carli Tornehave (1961)
- Anders Börje (1961)[7]
- Brita Borg (1961)[8]
- Ernie Englund (1963)[9]
- The Walkers (1967)[10]
- Gothlands Får (1968)[11]
- Nordergutarna (1969)[12]
- Kristina Stobaeus (1973)
- Leif Bloms (1974)
- Smaklösa (1982)
- Bengt Hallberg (1987)
- Curt Haagers (1989)[13]
- Kent Hedes (1989)[14]
- Viba Femba (1996)
- Göteborgs Symfonietta (2005)[15]
- Magnus Johansson (2005)[16]